# Collegio uninominale Puglia - 04 (Senato della Repubblica 2020)
Il collegio elettorale uninominale Puglia - 04 è un collegio elettorale uninominale della Repubblica Italiana per l'elezione del Senato della Repubblica.

## Territorio
Come previsto dalla legge n. 51 del 27 maggio 2019, il collegio è stato definito tramite decreto legislativo all'interno della circoscrizione Puglia.
È formato dal territorio dell'intera provincia di Brindisi (20 comuni) e di 28 comuni della provincia di Taranto: Avetrana, Carosino, Castellaneta, Crispiano, Faggiano, Fragagnano, Ginosa, Grottaglie, Laterza, Leporano, Lizzano, Manduria, Maruggio, Massafra, Monteiasi, Montemesola, Monteparano, Mottola, Palagianello, Palagiano, Pulsano, Roccaforzata, San Giorgio Ionico, San Marzano di San Giuseppe, Sava, Statte, Taranto e Torricella.
Il collegio è parte del collegio plurinominale Puglia - 01.

## Eletti
| Elezione | Elezione | Senatore         | Partito           |
| -------- | -------- | ---------------- | ----------------- |
|          | 2022     | Vita Maria Nocco | Fratelli d'Italia |

## Dati elettorali

### XIX legislatura
Come previsto dalla legge elettorale, 74 senatori sono eletti con sistema a maggioranza relativa in altrettanti collegi uninominali a turno unico.
| Candidati                                 | Candidati                  | Voti    | %     | Liste                                 | Voti    | %     |
| ----------------------------------------- | -------------------------- | ------- | ----- | ------------------------------------- | ------- | ----- |
|                                           | Vita Maria Nocco ✔️ Eletto | 165 901 | 42,51 | Fratelli d'Italia                     | 96 632  | 24,76 |
| Forza Italia                              | Vita Maria Nocco ✔️ Eletto | 165 901 | 42,51 | 46 060                                | 11,80   |       |
| Lega per Salvini Premier                  | Vita Maria Nocco ✔️ Eletto | 165 901 | 42,51 | 19 218                                | 4,92    |       |
| Noi moderati/Lupi - Toti - Brugnaro - UDC | Vita Maria Nocco ✔️ Eletto | 165 901 | 42,51 | 3 991                                 | 1,02    |       |
|                                           | Roberto Fusco              | 117 190 | 30,03 | Movimento 5 Stelle                    | 117 190 | 30,03 |
|                                           | Maria Grazia Cascarano     | 74 003  | 18,96 | Partito Democratico-IDP               | 56 230  | 14,41 |
| Alleanza Verdi e Sinistra                 | Maria Grazia Cascarano     | 74 003  | 18,96 | 9 789                                 | 2,51    |       |
| +Europa                                   | Maria Grazia Cascarano     | 74 003  | 18,96 | 5 588                                 | 1,43    |       |
| Impegno Civico - Centro Democratico       | Maria Grazia Cascarano     | 74 003  | 18,96 | 2 396                                 | 0,61    |       |
|                                           | Alfredo Pagliaro           | 15 755  | 4,04  | Azione - Italia Viva - Calenda        | 15 755  | 4,04  |
|                                           | Michela Distratis          | 5 965   | 1,53  | Italexit                              | 5 965   | 1,53  |
|                                           | Angelo Leo                 | 3 884   | 1,00  | Unione Popolare                       | 3 884   | 1,00  |
|                                           | Rosa Margiotta             | 3 336   | 0,85  | Italia Sovrana e Popolare             | 3 336   | 0,85  |
|                                           | Gabriele Annese            | 1 869   | 0,48  | Partito Comunista Italiano            | 1 869   | 0,48  |
|                                           | Alberto Lazzaro            | 1 098   | 0,28  | Vita                                  | 1 098   | 0,28  |
|                                           | Alessandro Gentile         | 850     | 0,22  | Alternativa per l'Italia (PdF - Exit) | 850     | 0,22  |
|                                           | Erasmo Giove               | 394     | 0,10  | Sud chiama Nord                       | 394     | 0,10  |
| Totale                                    | Totale                     | 390 245 | 100   |                                       | 390 245 | 100   |
|                                           |                            |         |       |                                       |         |       |
| Schede bianche                            | Schede bianche             | 8 206   | 2,00  |                                       |         |       |
| Schede nulle                              | Schede nulle               | 11 651  | 2,84  |                                       |         |       |
| Votanti                                   | Votanti                    | 410 123 | 55,53 |                                       |         |       |
| Elettori                                  | Elettori                   | 738 507 |       |                                       |         |       |